# Edgar Silva (político)
Edgar Freitas Gomes da Silva (Funchal, 25 de septiembre de 1962) es un político portugués.

## Carrera
Tiene una licenciatura en teología por la Universidad Católica Portuguesa. Fue sacerdote católico, pero ahora está secularizado. Era conocido por sus posiciones disidentes en la jerarquía católica portuguesa, como la defensa de la legalización del aborto y del matrimonio igualitario.
Desarrolló proyectos con niños de la calle en el Movimiento de Apostolado de los Niños (MAC) y en la "Escuela Abierta". Edgar Silva fue también responsable por iniciativas sociales y de desarrollo local en barrios marcados por problemas sociales.
Edgar Silva fue profesor en la Universidad Católica de Funchal entre 1987 y 1992. Fue asistente del Movimiento Nacional de Estudiantes Católicos (MEC) entre 1992 y 1995.
Tras su paso a la política, fue elegido miembro del Parlamento de la Región Autónoma de Madeira en 1996. En 1997, abandonó el sacerdocio y se inscribió en el Partido Comunista Portugués (PCP). Fue miembro de la Asamblea Municipal de Funchal y de la Asamblea de Freguesia de Santo António.
Es miembro del PCP desde 1998 y miembro del Comité Central de este partido desde su XVI Congreso. Edgar Silva es responsable de la organización del PCP en la Región Autónoma de Madeira.
Sus obras publicadas incluyen libros sobre cuestiones de desarrollo humano y social, como Instrangeiros na Madeira (2005), Madeira-Tempo Perdido (2007), Os bichos da corte do ogre usam máscaras de riso (2010) y Pontes de Mudança – Sociedades Sustentáveis e Solidárias (2011).
Edgar Silva fue candidato a las Elecciones presidenciales de Portugal de 2016 con el apoyo del PCP.